# Michaela Grohmann
Michaela Grohmann (* 2. Dezember 1964 in Berlin) ist eine ehemalige deutsche Volleyball- und Beachvolleyballspielerin.

## Karriere
Michaela Grohmann spielte in den 1980er Jahren Hallenvolleyball in der DDR beim TSC Berlin und nach der Wende beim TSV Rudow Berlin und beim TSV Spandau Berlin in der Zweiten Bundesliga. Später spielte sie auch Beachvolleyball an der Seite von Brigitte Lohse auf nationalen und internationalen Turnieren. Auch an den Weltmeisterschaften 1997 in Los Angeles nahmen Grohmann/Lohse teil.
Heute arbeitet Michaela Grohmann als Physiotherapeutin in Berlin. Ihre Tochter Patricia ist ebenfalls Volleyballspielerin.